# Georg-Ulrich von Bülow
Georg-Ulrich von Bülow (* 1911 in Rogeez; † 2000 in Heidelberg) war ein deutscher Cellist und Musikprofessor.

## Leben
Georg-Ulrich von Bülow entstammt dem mecklenburgischen Uradelsgeschlecht derer von Bülow. Er studierte Violoncello unter anderem bei Emanuel Feuermann in Berlin. 1935 übernahm er die Stelle des ausgeschiedenen Cellisten Alexander Kropholler im Dresdener Streichquartett, mit dem er bis 1940 in Deutschland und Österreich auf Tournee war. Er wurde Professor für Violoncello an der Musikhochschule in Heidelberg; dort trat er auch im Trio mit Heinz Stanske und Martin Steinkrüger auf. Der Cellist Christoph Henkel sowie Andreas Arndt (Auryn-Quartett) waren seine Schüler.

## Familie
Der Politiker Andreas von Bülow ist sein Sohn.